# Simulium chenzhouense
Simulium chenzhouense es una especie de insecto del género Simulium, familia Simuliidae, orden Diptera.
Fue descrita científicamente por Chen, Zhang & Bi, 2004.